# Pearl Fournier
Pearl Fournier (née Pearl Miella Kemp le 26 avril 1907 à Montebello, au Québec-morte le 6 janvier 1982) est une enseignante et militante canadienne. 

## Biographie
L’Association catholique franco-canadienne de la Saskatchewan lui offre de venir enseigner en Saskatchewan. Pearl Kemp rencontre un jeune fermier, Aristide Fournier, qu'elle épouse le Jour de l'An 1930. Le 16 août 1931, elle est élue première secrétaire des Dames de Sainte-Anne, à Ferland. Pendant deux ans, elle se penche sur des moyens plus modernes et efficaces visant à regrouper des femmes d’expression française dans un mouvement énergique et symbolique.
C’est à la suite de ses réflexions qu’elle fonde un organisme à l’intention des femmes, connu sous le nom de la Fédération des Franco-Canadiennes du diocèse de Gravelbourg. Le 30 octobre 1967, lors du congrès diocésain de l’Association à Ponteix, les membres acceptent de se joindre à la Fédération des femmes canadiennes-françaises. Subséquemment, soit le 11 janvier 1968, la direction de la Fédération se réunit en assemblée spéciale à Ottawa, la nomme présidente régionale de celle-ci et lui confie également le mandat de fonder d’autres sections et d’établir des régions administratives.

### Prix et reconnaissances
Pour son travail au nom de la Fédération des femmes canadiennes-françaises et pour sa contribution à de nombreux autres organismes bénévoles, elle reçoit, le 26 octobre 1968, la Médaille du Centenaire de la Confédération.